# Arturo Michelini (calciatore)
Arturo Michelini (Sampierdarena, 5 dicembre 1894 – ...) è stato un calciatore italiano, di ruolo attaccante.

## Carriera
Michelini esordì con la maglia dell'Associazione del Calcio Ligure in Prima Categoria 1914-1915 contro il Genoa il primo di novembre 1914, partita persa 4 contro 1 collezionando tre partite. Dopo la guerra giocò con la maglia della Sampierdarenese fino al 1922. Con la Novese disputa 4 partite nel campionato di Prima Divisione 1922-1923. Ceduto alla Reggiana, conta 24 presenze e 11 reti nel campionato di Seconda Divisione 1923-1924 e 2 presenze nella Prima Divisione 1924-1925.

## Palmarès

### Giocatore

#### Club
- Prima Categoria: 1

Sampierdarenese:
Secondo Posto 1921-1922